# Musell

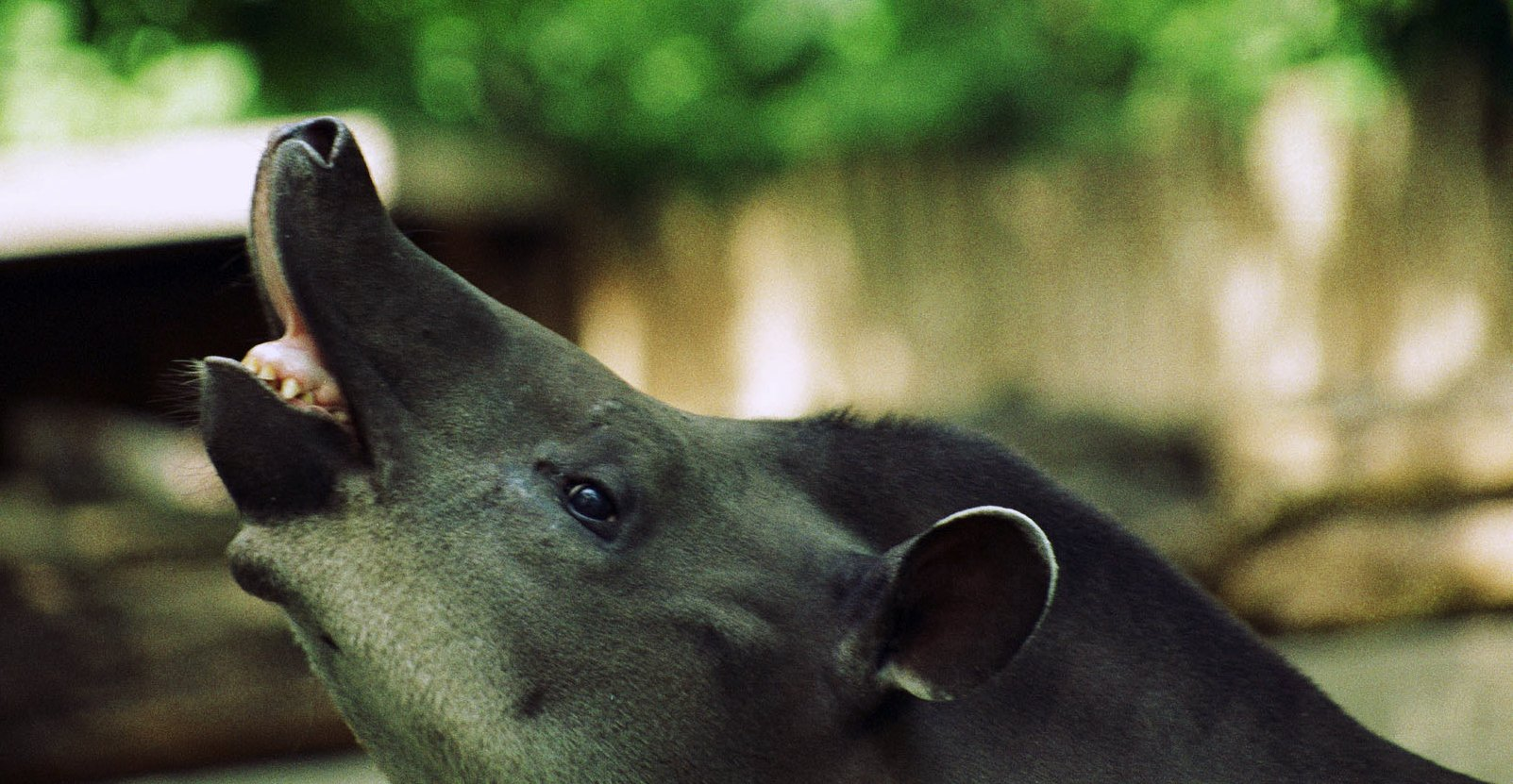
Musell d'un Tapirus terrestris.

El musell o morro és, en alguns animals (inclosos els éssers humans), la part baixa de la cara, la boca i les galtes. En alguns animals, si el nas és molt prop de la boca, es considera com una part del musell, com en els gats, gossos, éssers humans, etc.

## Musells de gossos
Els musells dels gossos varien àmpliament de forma i van dels extremadament llargs i prims (dolicocefàlics) a gairebé inexistents per plans (braquicefàlics). Algunes races tenen musells que en certa manera recorden el llop original en forma i grandària (mesocefàlics) i uns altres s'han escurçat en certa manera.
- Llebrer afganès (dolicocèfal).
- Cocker spaniel anglès (mesocèfal).
- Carlí (braquicèfal).

## Altres animals
- Els insectes, en forma de probòscide.
- En els elefants, en forma de trompa (és el musell més llarg del món).
- En els cocodrils, es diu que els ulls també són part del musell.